# Hugo Widlund
Hugo Sigvard Widlund, artistnamn Johnny Widd, född 13 november 1907 i Solna, död 13 november 1967 i Göteborgs Kristine församling, var en svensk boxare (tungvikt och lätt tungvikt).
Widlund inledde sin boxningskarriär år 1925 som amatör i Redbergslids BK och blev professionell 1927. Han deltog i totalt 17 matcher som professionell boxare, inklusive fyra i USA mellan november 1928 och februari 1929. Hans främsta prestationer var en knockout-vinst över holländaren Piet van der Veer i Göteborg 1927 och en seger på poäng över fransk-kanadensaren Elzear Rioux i Salem, USA, i december 1928, samt en oavgjord match mot Harry Persson på Velodromen i Stockholm 1928.
Widlund var känd för sin aggressiva stil i ringen och för sin kraftfulla högersving. Han är gravsatt på Kvibergs kyrkogård i Göteborg.